# Sers (Altos Pirineos)
Sers   es una población y comuna francesa, en la región de Mediodía-Pirineos, departamento de Altos Pirineos, en el distrito de Argelès-Gazost y cantón de Luz-Saint-Sauveur.

## Demografía
| 122 | 139 | 122 | 125 | 104 | 102 | 92 |
| Para los censos de 1962 a 1999 la población legal corresponde a la población sin duplicidades (Fuente: INSEE [Consultar]) |     |     |     |     |     |    |